# Wolfgang Glock
Wolfgang Glock (Essen, 26 maggio 1946) è un ex calciatore tedesco.

## Carriera
Formatosi nel TuRa 1886 Essen, nel 1964 passa all'Eintracht Gelsenkirchen, con cui dal 1965 al 1967 gioca due stagioni nella serie cadetta tedesca.
Nella stagione 1967 si trasferisce in America per giocare nel Chicago Spurs, società militante nella neonata NPSL. Con gli Spurs ottenne il terzo posto nella Western Division ed il titolo individuale di miglior esordiente stagionale.
La stagione seguente Glock, a seguito del trasferimento degli Spurs a Kansas City, gioca nei Kansas City Spurs con cui giunge alle semifinali della neonata NASL.
Ritornato in Europa, gioca nella terza serie olandese in forza al PEC Zwolle e poi torna in patria con il Schwarz-Weiß Essen.
Nel 1970 passa ai cadetti del Fortuna Colonia, con cui ottiene la promozione in massima serie nel 1973. Nella Bundesliga 1973-1974, conclusasi con la retrocessione del suo club, gioca 33 incontri segnando 7 reti. Con il Fortuna Glock giocherà altre due stagioni in cadetteria.
Nella stagione 1976-1977 passa all'Alemannia Aquisgrana, società con cui milita tre stagioni nella serie cadetta.
Dopo un suo passaggio all'Offenburger, chiude la carriera al Rastatt 04.